# Michail Alexandrovič Romanov
Michail II. Alexandrovič (rusky Михаил Александрович; 22. listopadujul./ 4. prosince 1878greg., Petrohrad – 13. června 1918, nedaleko Permu), velkokníže ruský, čtvrtý (nejmladší) syn cara Alexandra III. a Marie Fjodorovny, dcery dánského krále Kristiána IX.), ruský vojevůdce, v letech 1899–1904 cesarevič a 1917–1918 (do své smrti) následník trůnu Ruského impéria.

## Tituly
Od narození byl jmenován gosudarem velkoknížetem s titulem Imperátorská výsost. V roce 1886 při schválení nového znění Výnosu o imperátorské rodině bylo rozhodnuto, že starý titul „gosudar“ bude od tohoto okamžiku náležet pouze imperátorům a imperatricím. Všechna velkoknížata a velkokněžny tohoto přídomku ke svým titulům pozbyla.
Druhý den po křtu třetího dítěte cara Mikuláše II. (třetí dcery Marie Nikolajevny) 18. června roku 1899 neočekávaně zemřel na chrlení krve současný následník trůnu, cesarevič a velkokníže Georgij Alexandrovič (druhý syn předchozího cara Alexandra III.). Následníkem se tak stal Michail Alexandrovič jako další mladší carův bratr, který v té době neměl syna, pouze tři dcery, na něž následnictví nepřecházelo. V manifestu vydaném k této příležitosti bylo řečeno, že Michail Alexandrovič je následníkem, nebyl však jmenován následníkem-cesarevičem, což byl oficiální titul carevičů, tedy synů cara-následníků trůnu. Tato z dnešního pohledu drobnost vzbudila nespokojenost a dohady, iniciovala i udělení dalších titulů Michailu Alexandroviči. Situace se ovšem vyřešila narozením syna a následníka trůnu Mikuláše II. Alexeje (30. července 1904); car Mikuláš II. rozhodl o návratu k původním titulům Michaila, který přestal být následníkem, současně však po příkladu svých předchůdců ustanovil pro případ své smrti Michaila regentem cesareviče až do dosažení jeho plnoletosti.

## Soukromý život
Michail byl oblíbeným synem Alexandra III., především pro svou povahu a humor. V roce 1907 se Michail seznámil s Natálií Sergejevnou Šeremeťjevskou (1880–1952), ženou Vladimíra Vladimíroviče Vulferta, poručíka gatčinského pluku, kterému Michail velel, navíc bývalou ženou hudebníka Sergeje Ivanoviče Marmontova, a v roce 1912 se s ní po jejím rozvodu tajně oženil ve Vídni v pravoslavném kostele sv. Sávy. Dozvěděv se, co se přihodilo, napsal Mikuláš II. matce Marii Fjodorovně: „Naneštěstí mezi ním a mnou nyní je vše skončeno, protože on nedodržel své slovo. Kolikrát on sám mi říkal – ne já jeho prosil –, že se s ní neožení. A já mu bezmezně věřil! Co mě obzvláště mučí, je, že se odvolával na nemoc ubohého Alexeje, která ho přinutila pospíšit si s tímto nerozvážným krokem! Nezajímá ho ani tvé hoře, ani naše hoře, ani skandál, který tato událost způsobí v Rusku. A v takovou dobu, kdy všichni hovoří o válce, několik měsíců před výročím domu Romanovců! Stydno je a těžko. Moje první myšlenka byla zatajit tuto zprávu, ale když jsem si přečetl jeho dopis, pochopil jsem, že nyní nemůže přijet do Ruska.“ V důsledku tohoto morganatického sňatku Mikuláš zakázal bratrovi návrat ke dvoru a odebral mu právo být regentem neplnoletého následníka trůnu. Odpuštění Michail získal teprve v roce 1914.

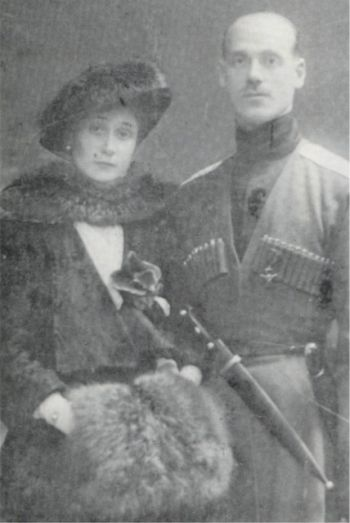
Velitel Divoké divize, velkokníže Michail Nikolajevič se ženou

Se svou ženou měl Michail jediného syna Georgije (Jiřího), narozeného ještě před uzavřením manželství (Georgij Michailovič Brasov, 1910–1931). V roce 1915 Natálie a její syn dostali od imperátora titul hrabat Brasovových, Mikuláš II. uznal Jiřího za svého synovce, byl však i nadále vyloučen z nástupnických práv na carský trůn.
Georgij se s matkou dostal po revoluci z Ruska a usadil se ve Francii. Jeho matka získala v emigraci titul kněžny Romanovské-Brassovské. Zemřela v bídě v Paříži roku 1952, sama a opuštěná; pohřbena byla na pařížském hřbitově Cimetière de Passy. Georgij zemřel jako jedenadvacetiletý mladík dvacet let před svou matkou, stal se roku 1931 obětí autohavárie.

## První světová válka
Po začátku první světové války požádal Michail Alexandrovič Mikuláše o dovolení vrátit se do vlasti a sloužit v armádě. Po kladné odpovědi se postavil do čela Divoké divize, ustavené 23. srpna 1914 z muslimských dobrovolníků, běženců ze Zakavkazí, kteří podle ruského zákonodárství nepodléhali vojenské povinnosti.

## Poslední car Ruska?
Někteří historikové považují Michaila za posledního, patnáctého ruského imperátora. Dne 15. března roku 1917 Michail dostal telegram od bratra Mikuláše II., v němž byl titulován „všeruským carem Michailem“. Mikuláš II. abdikoval z trůnu ve jménu svém i svého syna Alexeje.
Tak se Michail „de facto“ stal ruským carem; jeho panování však trvalo sotva jednu noc. Již následujícího dne přijetí ruského trůnu odmítl a předal vládu Prozatímní vládě. Dokument podepsal s titulem velkokníže. Názory na to, zda má být zařazen mezi ruské cary, se rozcházejí. Nebyl korunován, formálně odmítl přijetí trůnu, nepoužíval carský titul ani nevládl. Na druhé straně i pod jeho vlivem Mikuláš abdikoval a on to byl, kdo vydal poslední vládní dokument podepsaný osobou z domu Romanovců. Teprve jeho zřeknutí se trůnu a vlády znamenalo konec ruské monarchie a umožnilo Prozatímní vládě přeměnit zemi v republiku.
Krátce po abdikaci byl Michail uvězněn a 13. června 1918 zastřelen místními bolševiky u Permu na Urale.

## Proklamace velkoknížete Michala Alexandroviče
Přijme carskou hodnost z ruky lidového ústavodárného shromáždění.
Z Kodaně, 17. března. (K. k.) Ritzauova kancelář oznamuje z Petrohradu: Velkokníže Michal Alexandrovič vydal tuto proklamaci: Z vůle bratra mého je mně uložen těžký úkol, bylať na mne za války, nemající příkladu, a za vnitřních nepokojů přenesena císařská hodnost. Proniknut stejnou myšlenkou, jaká naplňuje všechen národ, že blaho vlasti je nade všechno, rozhodl jsem se pevně, že přijmu nejvyšší moc je za té podmínky, že je to vůle národa, takže národ plebiscitem, projeveným jeho zástupci v ustavujícím shromáždění, musí stanoviti vládní formu a novou ústavu státu ruského. Vzývaje Všemohoucího o požehnání, ponechávám tedy všem spoluobčanům, aby se podřídili vládě, která byla zřízena z iniciativy dumy, a která je opatřena všelikou mocí autority až do té doby, kdy zvolené ustavující shromáždění obecným, přímým, rovným a tajným hlasováním vysloví ve svém usnesení o vládní formě vůli lidu.

 Národní listy. 19. březen 1917, roč. 57, ranní vydání 76, s. 1.

## Vývod z předků
|                      |                                                               |  |                                                               |                                            |  |  |  |  |  |  |  | Pavel I. Ruský |
|                      |                                                               |  |                                                               |                                            |  |  |  |  |  |  |  |                |
|                      | Mikuláš I. Pavlovič                                           |  |                                                               |                                            |  |  |  |  |  |  |  |                |
|                      |                                                               |  |                                                               |                                            |  |  |  |  |  |  |  |                |
|                      |                                                               |  |                                                               | Žofie Dorotea Württemberská                |  |  |  |  |  |  |  |                |
|                      |                                                               |  |                                                               |                                            |  |  |  |  |  |  |  |                |
|                      | Alexandr II. Nikolajevič                                      |  |                                                               |                                            |  |  |  |  |  |  |  |                |
|                      |                                                               |  |                                                               |                                            |  |  |  |  |  |  |  |                |
|                      |                                                               |  |                                                               | Fridrich Vilém III. Pruský                 |  |  |  |  |  |  |  |                |
|                      |                                                               |  |                                                               |                                            |  |  |  |  |  |  |  |                |
|                      | Šarlota Pruská                                                |  |                                                               |                                            |  |  |  |  |  |  |  |                |
|                      |                                                               |  |                                                               |                                            |  |  |  |  |  |  |  |                |
|                      |                                                               |  |                                                               | Luisa Meklenbursko-Střelická               |  |  |  |  |  |  |  |                |
|                      |                                                               |  |                                                               |                                            |  |  |  |  |  |  |  |                |
|                      | Alexandr III. Alexandrovič                                    |  |                                                               |                                            |  |  |  |  |  |  |  |                |
|                      |                                                               |  |                                                               |                                            |  |  |  |  |  |  |  |                |
|                      |                                                               |  |                                                               | Cesar August von Senarclens-Grancy         |  |  |  |  |  |  |  |                |
|                      |                                                               |  |                                                               |                                            |  |  |  |  |  |  |  |                |
|                      | Ludvík II. Hesenský                                           |  |                                                               |                                            |  |  |  |  |  |  |  |                |
|                      |                                                               |  |                                                               |                                            |  |  |  |  |  |  |  |                |
|                      |                                                               |  |                                                               | Elisabeth Claudine Marie Rose de Loriolová |  |  |  |  |  |  |  |                |
|                      |                                                               |  |                                                               |                                            |  |  |  |  |  |  |  |                |
|                      | Marie Alexandrovna                                            |  |                                                               |                                            |  |  |  |  |  |  |  |                |
|                      |                                                               |  |                                                               |                                            |  |  |  |  |  |  |  |                |
|                      |                                                               |  |                                                               | Karl Ludwig von Baden                      |  |  |  |  |  |  |  |                |
|                      |                                                               |  |                                                               |                                            |  |  |  |  |  |  |  |                |
|                      | Vilemína Luisa Bádenská                                       |  |                                                               |                                            |  |  |  |  |  |  |  |                |
|                      |                                                               |  |                                                               |                                            |  |  |  |  |  |  |  |                |
|                      |                                                               |  |                                                               | Amalie von Hessen-Darmstadt                |  |  |  |  |  |  |  |                |
|                      |                                                               |  |                                                               |                                            |  |  |  |  |  |  |  |                |
| Michail Alexandrovič |                                                               |  |                                                               |                                            |  |  |  |  |  |  |  |                |
|                      |                                                               |  |                                                               |                                            |  |  |  |  |  |  |  |                |
|                      |                                                               |  | Fridrich Karel Ludvík Šlesvicko-Holštýnsko-Sonderbursko-Becký |                                            |  |  |  |  |  |  |  |                |
|                      |                                                               |  |                                                               |                                            |  |  |  |  |  |  |  |                |
|                      | Fridrich Vilém Šlesvicko-Holštýnsko-Sonderbursko-Glücksburský |  |                                                               |                                            |  |  |  |  |  |  |  |                |
|                      |                                                               |  |                                                               |                                            |  |  |  |  |  |  |  |                |
|                      |                                                               |  |                                                               | Frederika Schliebenská                     |  |  |  |  |  |  |  |                |
|                      |                                                               |  |                                                               |                                            |  |  |  |  |  |  |  |                |
|                      | Kristián IX.                                                  |  |                                                               |                                            |  |  |  |  |  |  |  |                |
|                      |                                                               |  |                                                               |                                            |  |  |  |  |  |  |  |                |
|                      |                                                               |  |                                                               | Karel Hesensko-Kasselský                   |  |  |  |  |  |  |  |                |
|                      |                                                               |  |                                                               |                                            |  |  |  |  |  |  |  |                |
|                      | Luisa Karolina Hesensko-Kasselská                             |  |                                                               |                                            |  |  |  |  |  |  |  |                |
|                      |                                                               |  |                                                               |                                            |  |  |  |  |  |  |  |                |
|                      |                                                               |  |                                                               | Luisa Dánská a Norská                      |  |  |  |  |  |  |  |                |
|                      |                                                               |  |                                                               |                                            |  |  |  |  |  |  |  |                |
|                      | Marie Sofie Dánská                                            |  |                                                               |                                            |  |  |  |  |  |  |  |                |
|                      |                                                               |  |                                                               |                                            |  |  |  |  |  |  |  |                |
|                      |                                                               |  |                                                               | Fridrich Hesensko-Kasselský                |  |  |  |  |  |  |  |                |
|                      |                                                               |  |                                                               |                                            |  |  |  |  |  |  |  |                |
|                      | Vilém Hesensko-Kasselský                                      |  |                                                               |                                            |  |  |  |  |  |  |  |                |
|                      |                                                               |  |                                                               |                                            |  |  |  |  |  |  |  |                |
|                      |                                                               |  |                                                               | Karolina Nasavsko-Usingenská               |  |  |  |  |  |  |  |                |
|                      |                                                               |  |                                                               |                                            |  |  |  |  |  |  |  |                |
|                      | Luisa Hesensko-Kasselská                                      |  |                                                               |                                            |  |  |  |  |  |  |  |                |
|                      |                                                               |  |                                                               |                                            |  |  |  |  |  |  |  |                |
|                      |                                                               |  |                                                               | Frederik Dánský                            |  |  |  |  |  |  |  |                |
|                      |                                                               |  |                                                               |                                            |  |  |  |  |  |  |  |                |
|                      | Luisa Šarlota Dánská                                          |  |                                                               |                                            |  |  |  |  |  |  |  |                |
|                      |                                                               |  |                                                               |                                            |  |  |  |  |  |  |  |                |
|                      |                                                               |  |                                                               | Žofie Frederika Meklenbursko-Zvěřínská     |  |  |  |  |  |  |  |                |
|                      |                                                               |  |                                                               |                                            |  |  |  |  |  |  |  |                |